# Clapham South (stanice metra v Londýně)
Clapham South je stanice metra v Londýně, otevřená roku 1926. Nachází se na lince :
- Northern Line (mezi stanicemi Balham a Clapham Common)

| Rok  | Počet cestujících |
| ---- | ----------------- |
| 2011 | 7,82 mil          |
| 2012 | 7,80 mil          |
| 2013 | 7,58 mil          |
| 2014 | 8,47 mil          |